# Гай Клавдій Марцелл (претор)
Гай Клавдій Марцелл (лат. Gaius Claudius Marcellus, 125 до н. е. — після 50 до н. е.) — політичний діяч Римської республіки.

## Життєпис
Походив з роду нобілів Клавдіїв Марцеллів. У 92 році до н. е. обіймав посаду квестора, а у 91 році був проквестором провінції Азія. У 81 році увійшов до колегії авгурів. У 80 році до н. е. обіймав посаду претора. У 79 році до н. е. був пропретором Сицилії. Під час своєї каденції керував м'яко і справедливо, за що удостоївся там почестей.
У 70 р.оці до н. е. був одним із суддів у справі Гая Верреса, водночас входив до ради головуючого претора Манія Ацилія Глабріона. З цього часу затоваришував з Марком Цицероном. У 62 році до н. е. просив Цицерона захищати Публія Суллу.

## Творчість
З усього доробку Гая Клавдія Марцелла відомо лише про його працю стосовно особливостей науки авгурів.

## Родина
Дружина — Юнія
Діти:
- Гай Клавдій Марцелл, консул 50 року до н. е.